# Great Yarmouth
Great Yarmouth, detta anche Yarmouth, è una città di 47 288 abitanti della contea del Norfolk, in Inghilterra.
Si trova alla foce del fiume Yare.

## Storia
Yarmouth è citata nel Domesday Book come porto di pesca ed è ancora oggi il maggior porto inglese per la pesca dell'aringa. Insieme a King's Lynn è stata la prima città della storia ad essere colpita da un bombardamento aereo diretto sulla popolazione. Accadde il 19 gennaio 1915 quando un attacco di Zeppelin tedeschi causò la morte di oltre venti persone.

## Amministrazione

### Gemellaggi
- Rambouillet, Francia